# Fabio Turci
Fabio Turci (Pindamonhangaba, 19 de fevereiro de 1975) é um jornalista brasileiro. Formou-se em jornalismo pela UNESP - Universidade Estadual Paulista, campus de Bauru, em 1997 e fez MBA em Economia e Mercado de Capitais na Fundação Instituto de Administração, em São Paulo. Trabalhou nos jornais Diário de Bauru e Jornal da Cidade e na TV Modelo e TV Vanguarda, afiliadas da Rede Globo.
Em 2003, Turci passou a trabalhar na TV Globo São Paulo, onde foi repórter do SPTV, do Jornal Hoje e do Jornal Nacional. 
Em 2011, venceu o Concurso Europa de Jornalismo com a série de reportagens "Suíça", gravada naquele país e exibida no Jornal Hoje. Em 2012, ganhou o Prêmio CNI de Jornalismo, entregue pela Confederação Nacional da Indústria, na categoria Televisão, com a série "Trabalho 2.0", do Jornal da Globo. Em 2014, voltou a vencer o Prêmio CNI de Jornalismo - desta vez, em duas categorias: Regional Sudeste, com a reportagem "O trabalho que deixa marcas", do Jornal da Globo e Televisão, com a série "Produtividade", do Jornal Nacional, esta em parceria com o repórter Alan Severiano.
Entre as coberturas de que participou, estão os ataques de uma facção criminosa em São Paulo em maio de 2006, o acidente com o voo TAM 3054 em São Paulo, em 2007; o acidente que matou o então candidato à presidência da República, Eduardo Campos, em Santos (SP), em 2014; a Copa do Mundo no Brasil, em 2014; e a visita do Papa Francisco a Aparecida em 2013.
Em 2014 passou a ser correspondente da emissora em Nova Iorque.. Como correspondente, Turci cobriu, in loco, os dois maiores massacres a tiros da história recente dos Estados Unidos: em Orlando, em 2016, quando 49 pessoas foram mortas na boate Pulse; e em Las Vegas, em 2017, quando 58 pessoas foram assassinadas num show de música country. Também cobriu o atentado terrorista numa ciclovia de Nova York, em 2017, que deixou 8 mortos. 
Durante a campanha presidencial de 2016, Turci viajou num dos aviões da equipe de Donald Trump com o repórter cinematográfico Lucio Rodrigues. Juntos, eles cobriram de perto os últimos dias da campanha daquele que viria a se tornar o novo presidente dos Estados Unidos.
Turci também viajou a Florida Keys para cobrir a devastação provocada pelo furacão Irma, em 2017. Ainda cobriu a visita do Papa Francisco à Filadélfia, nos Estados Unidos, em 2015. Entrevistou grandes nomes da música e do cinema como Will Smith, Harrison Ford, Mark Hamill, Gal Gadot, Roger Waters, Ozzy Osbourne, Metallica e Jon Bon Jovi.[carece de fontes?] Em maio de 2019 voltou a ser apresentador eventual do SPTV.
Em abril de 2023, foi demitido da Globo, depois de vinte anos na emissora.
Desde novembro de 2024, Turci apresenta o programa Radar no canal Times Brasil, uma emissora recém-lançada que se dedica a cobrir bastidores do poder e sua relação com o mundo dos negócios. O programa é exibido diariamente e integra uma grade jornalística robusta, marcada por análises e transmissões ao vivo de eventos relevantes.

## Filmografia
| Ano        | Nome            | Cargo        |
| ---------- | --------------- | ------------ |
| 2003-2023  | SPTV            | Repórter     |
| 2003-2023  | Jornal Nacional | Repórter     |
| 2024-atual | Radar           | Apresentador |